# サンタロサ山脈 (カリフォルニア州)

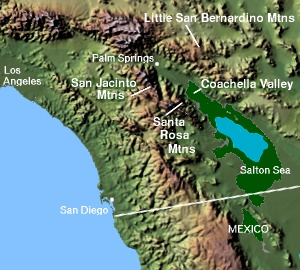
サンタロサ山脈とその他のコーアチェラ・バレー近辺の山脈

サンタロサ山脈（サンタロサさんみゃく、英語: Santa Rosa Mountains）は、アメリカのカリフォルニア州南部にある山脈。
ロサンゼルスの東、サンディエゴの北東に位置する。長さは約48km 。北端はサンジャシント山脈に繋がる。
最高峰はトロ山（2,657 m）でパームスプリングスの南約35kmに位置する。
1984年、サンタロサ山脈野生生物保護区はモハーヴェ砂漠とコロラド砂漠一帯のデスヴァレー国立公園、ジョシュア・ツリー国立公園、アンザ・ボレゴ砂漠州立公園と共にユネスコの生物圏保護区に指定された。